# Фремонт (округ, Айова)
Шаблон:StateAbbr_ 40°44′38″ пн. ш. 95°36′31″ зх. д. / 40.743888888889° пн. ш. 95.608611111111° зх. д.
Округ  Фремонт (англ. Fremont County) — округ (графство) у штаті  Айова, США. Ідентифікатор округу 19071.

## Історія
Округ утворений 1847 року.

## Демографія
За даними перепису 
2000 року 
загальне населення округу становило 8010 осіб, усе сільське.
Серед мешканців округу чоловіків було 3912, а жінок — 4098. В окрузі було 3199 домогосподарств, 2243 родин, які мешкали в 3514 будинках.
Середній розмір родини становив 2,93.
Віковий розподіл населення поданий у таблиці:
| Стать    | До 15 років | 15-21 | 22-29 | 30-39 | 40-49 | 50-65 | 65-85 | Понад 85 |
| -------- | ----------- | ----- | ----- | ----- | ----- | ----- | ----- | -------- |
| Чоловіки | 861         | 355   | 280   | 479   | 615   | 687   | 563   | 72       |
| Жінки    | 771         | 326   | 291   | 498   | 585   | 673   | 786   | 168      |

## Суміжні округи
- Міллс — північ
- Пейдж — схід
- Атчісон, Міссурі — південь
- Ото, Небраска — південний захід
- Кесс, Небраска — північний захід

## Виноски
1. ↑  U.S. Decennial Census. United States Census Bureau. Архів оригіналу за 26 квітня 2015. Процитовано 17 липня 2014.
2. ↑  Historical Census Browser. University of Virginia Library. Архів оригіналу за 12 грудня 2009. Процитовано 17 липня 2014.
3. ↑  Population of Counties by Decennial Census: 1900 to 1990. United States Census Bureau. Процитовано 17 липня 2014.
4. ↑  Census 2000 PHC-T-4. Ranking Tables for Counties: 1990 and 2000 (PDF). United States Census Bureau. Процитовано 17 липня 2014.
5. ↑  State & County QuickFacts. United States Census Bureau. Архів оригіналу за 7 червня 2011. Процитовано 17 липня 2014. [Архівовано 2011-06-07 у Wayback Machine.](англ.) Наведено за англійською вікіпедією.
6. ↑  American FactFinder. Бюро перепису населення США. Архів оригіналу за 26 лютого 2012. Процитовано 31 січня 2008. [Архівовано 2008-05-21 у Wayback Machine.]

| США | Це незавершена стаття з географії США. Ви можете допомогти проєкту, виправивши або дописавши її. |